# Elvis for Everyone!
Elvis for Everyone! – kompilacyjny album Elvisa Presleya, wydany 10 sierpnia 1965 roku przez RCA Victor. Znalazło się na nim dwanaście piosenek rockowych nagrany przez Elvisa na przestrzeni blisko dziesięciu lat. 
Na liście najlepszych albumów magazynu Billboard 200 płyta znalazła się na 10. miejscu.

## Historia
W maju 1963 r. rozpoczęto sesje nagraniowe do ósmego studyjnego albumu Elvisa, jednak nie zostały one zakończone, a piosenkarz skupił się później wyłącznie na karierze filmowej. To spowodowało, że od czasu płyty Pot Luck wydanej w czerwcu 1962 r. nie ukazał się żaden studyjny album Elvisa, a jedynie ścieżki dźwiękowe z filmów i siedem niefilmowych singli. Wytwórnia RCA chcąc uczcić dziesięć lat Elvisa na scenie wymyśliła pojęcia „albumu rocznicowego” i wpadła na pomysł wydania specjalnej płyty zawierającej nagrania Presleya ze wszystkich okresów jego kariery. W styczniu 1964 r. piosenkarz podczas krótkiej sesji nagrał trzy piosenki, z których dwie zostały wydane jako singiel. Wytwórnia z powodu braku nowego materiału postanowiła do nowej płyty wykorzystać stare bądź odrzucone piosenki, nagrane jeszcze dla wytwórni Sun Records, utwory z filmów oraz z płyt komercyjnych. I chociaż album znalazł się w dziesiątce list przebojów, to był pierwszym, który w ciągu dekady sprzedał się w nakładzie niższym niż 300 000 kopii.
Ze wszystkich filmowych piosenek znajdujących się na płycie jedynie utwór „Summer Kisses, Winter Tears” nagrany do filmu Płonąca gwiazda nie został w nim wykorzystany. Wydano go później na minialbumie Elvis by Request. Z kolei inne filmowe kompozycje znajdujące się na płycie, takie jak: „In My Way” (Dzikus z prowincji), „Sound Advice” (Doścignąć Marzenie), czy „Santa Lucia” (Miłość w Las Vegas) nie zostały nigdy wcześniej wydane na płycie.
RCA zamierzała dodać do albumu także niewydaną piosenkę „Tennessee Saturday Night” pochodzącą jeszcze z wytwórni Sun Records, ale ostatecznie zastąpiła ją utworem „Tomorrow Night”. Nie ma jednak żadnych dowodów ani wzmianek w innych źródłach o tym, że Elvis nagrał tę piosenkę, choć była ona na liście kandydatów do filmu Kochając ciebie.

## Muzycy
1. Elvis Presley – wokal, gitara
2. Scotty Moore – gitara elektryczna
3. Tiny Timbrell – gitara elektryczna
4. Hank Garland – gitara elektryczna
5. Jerry Kennedy – gitara elektryczna
6. Neal Matthews Jr. – gitara basowa
7. Harold Bradley – gitara
8. Grady Martin – gitara
9. Billy Strange – gitara
10. Howard Roberts – gitara
11. Dudley Brooks – pianino
12. Floyd Cramer – pianino
13. Jimmie Haskell – akordeon
14. Gordon Stoker – pianino
15. Bill Black – kontrabas
16. Meyer Rubin – gitara basowa
17. Bob Moore – gitara basowa
18. D.J. Fontana – perkusja
19. Bernie Mattinson – perkusja
20. Buddy Harman – perkusja
21. Boots Randolph – saksofon, klarnet
22. The Jordanaires – akompaniament
23. Millie Kirkham – akompaniament

## Lista utworów

### Strona A
| Utwór | Data nagrania | Tytuł                             | Autor                              | Czas trwania |
| ----- | ------------- | --------------------------------- | ---------------------------------- | ------------ |
| 1.    | 01.02.1958    | „Your Cheatin' Heart”             | Hank Williams                      | 2:24         |
| 2.    | 08.08.1960    | „Summer Kisses, Winter Tears”     | Ben Weisman, Fred Wise, Jack Lloyd | 2:17         |
| 3.    | 26.05.1963    | „Finders Keepers, Losers Weepers” | Dory Jones i Ollie Jones           | 1:47         |
| 4.    | 07.11.1960    | „In My Way”                       | Ben Weisman, Fred Wise             | 1:19         |
| 5.    | 10.09.1954    | „Tomorrow Night”                  | Sam Coslow i Wilhelm Grosz         | 2:58         |
| 6.    | 12.01.1964    | „Memphis Tennessee”               | Chuck Berry                        | 2:08         |

### Strona B
| Utwór | Data nagrania | Tytuł                                 | Autor                                  | Czas trwania |
| ----- | ------------- | ------------------------------------- | -------------------------------------- | ------------ |
| 1.    | 15.10.1961    | „For the Millionth and the Last Time” | Roy C. Bennett, Sid Tepper             | 2:05         |
| 2.    | 07.11.1960    | „Forget Me Never”                     | Fred Wise, Ben Weisman                 | 1:35         |
| 3.    | 02.07.1961    | „Sound Advice”                        | Bernie Baum, Bill Giant, Florence Kaye | 1:45         |
| 4.    | 10.07.1963    | „Santa Lucia”                         | tradycyjna                             | 1:11         |
| 5.    | 15.10.1961    | „I Met Her Today”                     | Hal Blair, Don Robertson               | 2:42         |
| 6.    | 24.02.1957    | „When It Rains, It Really Pours”      | William Emerson                        | 1:47         |